# Tipula (Sinotipula) emiliae
Tipula (Sinotipula) emiliae is een tweevleugelige uit de familie langpootmuggen (Tipulidae). De soort komt voor in het Palearctisch gebied.